# Phạm Nhật Vũ
Phạm Nhật Vũ là một doanh nhân người Việt Nam. Ông là em trai của tỷ phú Phạm Nhật Vượng.
Ngày 13 tháng 4 năm 2019, ông bị bắt vì tội đưa hối lộ cho Nguyễn Bắc Son và Trương Minh Tuấn trong vụ án MobiFone mua AVG. Khi ra tòa, Phạm Nhật Vũ bị xử 3 năm tù vì tội đưa hối lộ. Tuy nhiên, trước khi bị bắt 1 tháng ông đã kịp mua quốc tịch cho mình ở đảo Síp với giá ít nhất 2,5 triệu USD tiền đầu tư.

## Tiểu sử
Phạm Nhật Vũ sinh năm 1972 tại Hải Phòng, quê cha ở Hà Tĩnh và lớn lên ở Hà Nội. Ông đã từng sống, kinh doanh tại Đông Âu trong suốt thập niên 90 và đầu những năm 2000. Sau đó, ông Vũ trở về Việt Nam và bắt đầu kinh doanh bất động sản với một số dự án tại Nha Trang, Khánh Hoà.
Từ năm 2004, ông bắt đầu tuyển dụng một nhóm nhân sự và nghiên cứu lĩnh vực truyền hình trả tiền. Năm 2008, Công ty cổ phần Nghe nhìn toàn cầu (AVG) được thành lập với vốn điều lệ 1.800 tỷ đồng và phát sóng thử nghiệm từ tháng 10/2010. Một năm sau đó, AVG đưa vào khai thác thương mại.
Năm 2012, Phạm Nhật Vũ được công chúng biết đến nhiều hơn khi mua độc quyền bản quyền truyền hình giải bóng đá V-League 20 năm. Sau đó, bầu Kiên đăng đàn phản đối, thành lập công ty VPF với mục tiêu giành lại giải này từ VFF (Liên đoàn Bóng đá Việt Nam, đơn vị ký độc quyền với AVG).

## Vụ án Mobifone mua AVG
Tháng 1 năm 2016, MobiFone công bố mua 95% cổ phần của AVG. Thanh tra Chính phủ sau đó xác định việc mua bán này là vi phạm kinh tế rất nghiêm trọng. Dự án có tổng mức đầu tư là 8.900 tỷ đồng, tuy nhiên những vi phạm, làm trái quy định, thiếu trách nhiệm của MobiFone dẫn đến nguy cơ hiện hữu thiệt hại nghiêm trọng vốn của Nhà nước tại doanh nghiệp này khoảng 7.006 tỷ đồng.
Từ lời khai của các bị can là lãnh đạo của MobiFone đã bị bắt và các chứng cứ, tài liệu khác cơ quan cảnh sát điều tra xác định đủ căn cứ khởi tố ông Vũ tội đưa hối lộ, 2 cựu bộ trưởng Nguyễn Bắc Son, Trương Minh Tuấn tội nhận hối lộ.
Ngày 3 tháng 9 năm 2019 Cơ quan điều tra đã làm rõ ông Vũ đã hối lộ cho Nguyễn Bắc Son và Trương Minh Tuấn hơn 3 triệu đôla. Hai cựu bộ trưởng Bộ Thông tin - Truyền thông đều khai nhận hối lộ từ ông Phạm Nhật Vũ, cựu chủ tịch hội đồng quản trị AVG trong thương vụ Mobifone mua AVG. Sau khi Mobifone thanh toán 95% giá trị hợp đồng cho AVG, tức khoảng 8.890 tỷ, thì ông Son nhận của ông Vũ 3 triệu đôla, ông Son đã hoàn lại 500 triệu đồng. Trong khi đó ông Tuấn nhận của ông Vũ 200.000 đôla và đã hoàn lại 2,12 tỷ. Ông Lê Nam Trà, cựu chủ tịch HĐTV Mobifone, cũng nhận của ông Vũ 2,5 triệu đôla và đã hoàn lại toàn bộ số tiền này. Ông Cao Duy Hải, cựu tổng giám đốc Mobifone, nhận của ông Vũ 500.000 USD.

### Xét xử
Ngày 16 tháng 12 năm 2019, Tòa án Nhân dân Hà Nội xét xử hai cựu bộ trưởng Nguyễn Bắc Son, Trương Minh Tuấn và 12 đồng phạm trong vụ án MobiFone mua AVG.
Phạm Nhật Vũ đóng vai trò người đưa hối lộ cho hai cựu bộ trưởng và các quan chức khác. Cáo trạng còn cho hay Phạm Nhật Vũ đã gọi cho Bộ trưởng Nguyễn Bắc Son 85 cuộc điện thoại và gửi 206 tin nhắn, đề nghị Nguyễn Bắc Son chỉ đạo cấp dưới sớm thực hiện việc mua bán giữa MobiFone với AVG.
Phát biểu trước tòa, vợ ông Phạm Nhật Vũ cho rằng ông là người duy nhất trong lịch sử các vụ án ở Việt Nam đã khắc phục hậu quả với số tiền lớn - gần 8.800 tỷ đồng. "Chồng tôi đã đứng lại chịu trách nhiệm, không trốn chạy, không trốn tránh dù có cơ hội ở lại nước ngoài".
Dù Phạm Nhật Vũ và đồng bọn bỏ túi số tiền rất lớn là 5200 tỷ VNĐ nhờ đẩy giá mua bán AVG nhưng Tòa sơ thẩm chỉ tuyên phạt Phạm Nhật Vũ án 3 năm tù vì tội “đưa hối lộ”.

## Đời tư
Trong một lần tiếp xúc với báo chí, Phạm Nhật Vũ giới thiệu mình là một cư sĩ ở ẩn, tu tại gia và theo đạo Phật. Ông là Phó Ban Truyền thông Giáo hội Phật giáo Việt Nam, Phó TBT Tạp chí Nghiên cứu Phật học.
Nhiều năm nay, ông đã âm thầm đầu tư xây và sửa nhiều ngôi chùa trên nhiều địa phương trong cả nước.

## Mua quốc tịch
Ngày 23 tháng 8 năm 2020, Đài Al Jazeera phát đi nội dung điều tra, Phạm Nhật Vũ đã bí mật mua hộ chiếu đảo Síp với giá ít nhất 2,5 triệu USD tiền đầu tư vào quốc đảo này. Đơn xin quốc tịch của Phạm Nhật Vũ được chấp nhận chỉ 1 tháng trước khi ông bị bắt.